# Porpetto
Porpetto (friülà Porpêt) és un municipi italià, dins de la província d'Udine. És a la regió de la Bassa Friülana. L'any 2007 tenia 2.732 habitants. Limita amb els municipis de Castions di Strada, Gonars, San Giorgio di Nogaro i Torviscosa.

## Administració
| Període | Identitat      | Partit        |
| ------- | -------------- | ------------- |
| 2004-   | Cecilia Schiff | Llista cívica |